# ف. و. وينتربوثام
فريدريك ويليام وينتربوثام (بالإنجليزية: Frederick William Winterbotham)‏، الحائز على وسام الإمبراطورية برتبة قائد، (وُلِد في 16 أبريل 1897 وتوفي في 28 يناير 1990)، ضابط (ومن ثم قائد مجموعة) في القوات الجوية الملكية البريطانية، أشرف خلال الحرب العالمية الثانية على تصنيف مخابرات الألترا. كان كتابه «سر الألترا» أول رواية شعبية عن الألترا تُنشر في بريطانيا.

## الأسرة والتعليم
وُلِد في ستراود، غلوسيسترشاير، الطفل الأصغر سنا والابن الذكر الوحيد للمحامي فريدريك وينتربوثام، وزوجته فلورنس فيرنون غراهام. تلقى تعليمه في مدرسة تشارترهاوس في غودالمينغ، ساري. تزوج أربع مرات: إريكا هورمان (1921)، ابنة فريدريك جون هورنيمان، تاجر شاي وعضو في البرلمان، مادج ماري مونكرايف أندرسون (1939)، جوان بيتريا ترانت (1948) وكاثلين برايس (1987).

## الخدمة في الحرب العالمية الأولى
في بداية الحرب، عام 1914، انضم إلى يومانية جنود غلوسيسترشاير الملكية للجنود الأوروبيين. انتقل إلى فيلق الطيران الملكي في عام 1916، وأصبح طيارًا مقاتًلا. تم إسقاط طائرته واعتقاله في 13 يوليو 1917، في باتشيندايل، وقضى بقية الحرب كسجين، معظم الوقت في معسكر أسرى الحرب في هولزميندن.

## بين الحربين
عند إطلاق سراحه في عام 1918، ذهب إلى كنيسة المسيح، أكسفورد، لدراسة القانون. حصل على شهادة في القانون (1920) كجزء من الدورة المختصرة للجنود العائدين للخدمة، ولكن لم يكن لديه أي رغبة في العمل في مكتب. حاول الحصول على فرص عمل في مجال الزراعة في بريطانيا وكينيا وروديسيا دون جدوى. بحلول عام 1929 عاد إلى بريطانيا، وفكر في أن يصبح سمسارًا للأوراق المالية في لندن. بدلاً من ذلك تم تجنيده للانضمام إلى موظفي سلاح الجو الملكي، حيث تم تعيينه في القسم الجوي المنشأ حديثًا لجهاز المخابرات السرية (MI-6). خلال السنوات القليلة اللاحقة، بدأ وينتربوثام عملية بناء جهاز استخبارات لسلاح الجو الملكي البريطاني. كانت مهمته هي جمع معلومات حول تطوير الطيران العسكري في دول معادية أو يحتمل أن تكون معادية. قام بتجنيد الوكلاء، ونقح تقاريرهم وحللها.
كشف أحد هذه التقارير أن ألمانيا كانت لديها ترتيبات سرية مع الاتحاد السوفيتي لتدريب الطيارين العسكريين في انتهاك لمعاهدة فرساي. ويليام دي روب، العميل الذي قدم هذه المعلومات، أخبر وينتربوثام أن النازيين، الذين لم يصبحوا في السلطة بعد، أرادوا إقامة اتصالات رفيعة المستوى في بريطانيا؛ لقد تخيلوا أن بريطانيا «الإمبريالية» ستكون متعاطفة مع أحلامهم الخاصة في الغزو العِرقي. بدا وينتربوثام، الذي امتلك علاقات واسعة، قناة محتملة لهذه الاتصالات.
وقد أدى ذلك إلى زيارة «الفيلسوف» النازي ألفريد روزنبرغ في عام 1932. قام وينتربوثام، بمعرفة الاستخبارات البريطانية، بمرافقة روزنبرغ في جميع أنحاء بريطانيا، وقدم بعض المقدمات المناسبة، وأصبح على معرفة قوية به. لم يكن روب ولا روزنبرغ يعلمان أن وينتربوثام لديه أي صلات بالمخابرات –فقد كان مجرد مسؤول مدني في هيئة الأركان الجوية حسب ظنهم.
استمر وينتربوثام في هذا الدور للسنوات السبع اللاحقة. أصبح زائرًا منتظمًا لألمانيا، وكان متعاطفًا مع النازية. على هذا النحو، كان مُرحبًا به في أعلى الدوائر في ألمانيا، حيث قابل هتلر وغورينغ، ومرؤوسي غورينغ من اللوفتفافه مثل ايرهارد ميلخ وألبيرت فون كيسيلرنغ. حيث جمع كمية هائلة من المعلومات حول اللوفتفافه والنوايا السياسية والعسكرية الألمانية.
في عام 1938، قام وينتربوثام بتجنيد سيدني كوتون للقيام ببعض الاستكشافات الجوية الناجحة للغاية فوق إيطاليا وألمانيا في 1939-1940 على متن طائرة 12A التابعة لشركة لوكهيد.

## ألترا
انتهت هذه الخدع عندما اندلعت الحرب العالمية الثانية في عام 1939. وبصفته عضوًا بارزًا في وكالة الاستخبارات البريطانية (كان يرفع تقاريره مباشرة إلى رئيس الوكالة، السير هيو سنكلير، وخلَفِه في عام 1940، السير ستيوارت مينزيس)، كان وينتربوثام مدركًا تمامًا لعملية فك الشفرة الناجحة في بريطانيا ضد آلة التشفير الألمانية «الأحجية». كانت المعلومات الاستخباراتية المستمدة من فك تشفير «الأحجية» حقيقيةً تمامًا (كان ذلك ما يقوله الألمان لبعضهم البعض) وكانت غالبًا ذات قيمة هائلة. كان هذا المصدر ذا قيمة عالية حيث تم إعطاؤه التصنيف الخاص «ألترا سري للغاية»، أو ببساطة «ألترا».
في البداية لم تكن القوات البريطانية تعرف ماذا تفعل بالمعلومات، لكن تم حل هذه المشكلة خلال الجزء الأخير من عام 1940، حيث تم تشكيل فرق من المحللين لمسح الرسائل وتصنيفها ووضعها في ملفات، وتم إنشاء قنوات لإعادة توجيه الرسائل الرئيسية إلى القيادات الميدانية المناسبة.
كان الترتيب للتوصيل الآمن للألترا إلى القادة المختلفين جزءً أساسيًا من الحل، والتأكد من أنهم لم يفعلوا شيئًا لإفشاء سر قراءة «الأحجية». تولى وينتربوثام مسؤولية هذه العملية. قام بتشكيل «وحدات اتصال خاصة»، والتي تم إرفاقها بكل مقر ميداني كان يتلقى «الأحجية».
تألفت وحدات الاتصال الخاصة من عدد قليل من ضباط سلاح الجو الملكي البريطاني والرجال المجندين، من ذوي الرتب البسيطة لتجنب لفت الانتباه. تلقوا رسائل الألترا عبر الراديو من بريطانيا، مشفرة بعناية بوساطة أقوى شفرات بريطانيا. قاموا بفك تشفير الرسائل، وسلموها إلى القائد، الذي كان في الغالب هو الشخص الوحيد الذي يسمح له بمعرفة مصدر المعلومات. (في بعض المقرات الرئيسية، قد يكون هناك نائب واحد أو نائبان يتم السماح لهما أيضًا). كان من المتوقع أن تقوم وحدات الاتصال الخاصة باسترداد رسالة الألترا بعد أن قام القائد بقراءتها وتبقيها قيد القفل والمفتاح.
كان من المتوقع أيضًا أن تمنع وحدات الاتصال الخاصة القائد المستلم من إخبار أي شخص آخر بأصول الرسالة أو التحدث بوضوح عن محتوياتها. وبطبيعة الحال، أدى هذا في بعض الأحيان إلى صراعات مع القادة الميدانيين الذين اعترضوا على ذلك باعتباره تشكيكًا بهم. بعد أن دخلت الولايات المتحدة الحرب، لم يعد هؤلاء القادة الميدانيين بريطانيين في أغلب الأحيان.
كان وينتربوثام مسؤولاً عن تجنيد وتدريب موظفي وحدات الاتصال الخاصة على هذا الدور الصعب. تعين عليهم أن يكونوا متمكنين تقنياً للغاية، وأن يحافظوا على سرية عملهم وأن يبقوا بعيدًا عن الأنظار وأن يكونوا دبلوماسيين بدرجة كافية لإدارة القادة الذين يفوقونهم رتبةً. عندما فشلت الدبلوماسية، طار وينتربوثام إلى المقر الرئيسي لحل الخلاف. كان يتمتع بالسلطة المطلقة لحكومات الحلفاء التي تقف وراءه، حيث أن كل من بريطانيا والولايات المتحدة سوف تفعلان أي شيء تقريبًا لتجنب فضح سر فك التشفير.
نجح وينتربوثام ببراعة في كل مكان. قام موظفو وحدات الاتصال الخاصة الذين اختارهم بعمل رائع؛ وكان وينتربوثام نشطًا للغاية في التعامل مع القادة المتمردين. لم تكن هناك تسريبات حول الألترا ميدانيًا.

## سر الألترا
بقيت الألترا سرية للغاية حتى بعد الحرب. ثم في عام 1974، تم نشر كتاب وينتربوثام، «سر الألترا». كان هذا أول كتاب باللغة الإنجليزية عن الألترا، وشرح ماهية الألترا، وكشف دور وينتربوثام، خاصة فيما يتعلق بنشر واستخدام الألترا.
كان هناك كلام حول فك تشفير «الأحجية» في كتب سابقة من تأليف فلاديسلاو كوزاتشوك ولاديسلاس فاراغاو وغوستاف بيرتراند. ومع ذلك، كان كتاب وينتربوثام صاحب أول سرد موسع لاستخدامات المخابرات المُستمدة من «الأحجية» من قبل الحلفاء، على جبهات أوروبا الغربية والشرقية، في جبهات أوروبا الغربية والشرقية، في حوض البحر الأبيض المتوسط، وشمال إفريقيا، وربما الأهم، في معركة الأطلسي.
تم انتقاد رواية وينتربوثام بسبب عدم الدقة وتعظيم الذات. اعترف وينتربوثام في الكتاب بأنه لم يكن عالم تشفير ولم يكن لديه سوى فهم بسيط للجانب المشفر لعملية الترا متعددة الجوانب والمجزأة بشكل صارم. وصْفه للعمل الرائد الذي قام به مكتب تشفير بولندا قبل الحرب ضئيل وغير صحيح. برر ذلك وينتربوثام فيما بعد أنه ببساطة نقل القصة التي أُعطِيت له في ذلك الوقت. ذكر خطأً أن آلة التشفير اليابانية المسماة «الأرجوانية PURPLE» كانت عبارة عن نسخة من «الأحجية» الألمانية وتوهم ديلي نوكس بشخص آخر.
ولعل أسوأ عيب في الكتاب هي أسطورة وينستون تشرشل وقصف كوفنتري. خلال قصف لندن في 1940-1941، تعرضت كوفنتري لقصف شديد من قبل لوفتفافه في ليلة 14-15 نوفمبر. كان هناك أضرار جسيمة والعديد من الضحايا المدنيين. أكد وينتربوثام أن شفرات «الأحجية» التي تم تفكيكها قدمت تحذيرًا واضحًا مسبقًا للغارة، لكن تشرشل قرر شخصيًا عدم اتخاذ أي تدابير مضادة خاصة لأنها قد تنبه الألمان إلى أن البريطانيين كانوا يقرأون شفرات «الأحجية». لقد تكررت هذه القصة على نطاق واسع، على الرغم من أن المؤرخين والمذكرين الآخرين دحضوها تمامًا. كان بيتر كالفوكوريسي رئيسًا لقسم الجو في حديقة بلتشلي التي قامت بترجمة وتحليل جميع رسائل لوتفافه التي تم تفكيك شفرتها. وقد كتب أن «الألترا لم تذكر كوفنتري أبدًا ... كان تشرشل بعيدًا جدًا عن التحير بين إنقاذ كوفنتري أو حماية الألترا، وكان يظن بأن الغارة ستكون في لندن.»